# جان آبرکرامبی (گیتارنواز)
 جان آبرکرامبی (انگلیسی: John Abercrombie؛ زادهٔ ۱۶ دسامبر ۱۹۴۴) یک موسیقی‌دان اهل ایالات متحده آمریکا است.